# Dymba
Dymba é um gênero de traça pertencente à família Arctiidae.